# Der Upir
Der Upir ist eine deutsche Vampir-Comedy-Serie mit Fahri Yardım und Rocko Schamoni in den Hauptrollen. Die achtteilige Serie wurde von Peter Meister entwickelt und inszeniert und von Katharina Possert für die UFA Fiction im Auftrag von Joyn produziert.
Erstmals präsentiert wurde die Serie im Rahmen des Seriencamp 2024 in Köln. Wenig später eröffnete Der Upir als einziger deutscher Beitrag das erste Seriesly Festival in Berlin. Die Premiere der ersten Staffel fand am 18. September 2024 auf der Streaming-Plattform Joyn statt, wo wöchentlich Doppelfolgen veröffentlicht wurden. Später folgte eine lineare Ausstrahlung auf Sat.1.
Im November 2024 wurde Der Upir beim Branchenfestival Televisionale für den Deutschen Serienpreis nominiert. Die Wochenzeitung Die Zeit zählte die Serie zu den besten des Jahres 2024.

## Inhalt
Die Serie handelt vom Berliner Burgerladenbesitzer Eddie (Fahri Yardım), der bei der Besichtigung einer alten Villa auf dem Land durch den Biss des jahrhundertealten Vampirs Igor Schubert (Rocko Schamoni) zum sogenannten „Upir“ wird – einem Wesen in der Zwischenphase der Verwandlung zum Vampir. In den folgenden 30 Tagen muss Eddie seinem Herrn dienen, um durch den „Upir-Kuss“ möglicherweise wieder zum Menschen gemacht zu werden. Gelingt dies nicht, bleibt er für immer ein Vampir. Während Eddie verzweifelt versucht, sein altes Leben zurückzugewinnen, plant Igor, seinen alten Platz als Anführer der Vampire zurückzuerobern.
Die Serie kombiniert Elemente aus schwarzem Humor, Horror und Gesellschaftssatire und wird von einem prominent besetzten Ensemble getragen, darunter u. a. Fahri Yardım, Rocko Schamoni, Andrea Sawatzki, Aenne Schwarz, David Scheid und Bernhard Schütz.

## Cast
| Schauspieler        | Rolle                             |
| ------------------- | --------------------------------- |
| Fahri Yardim        | Eddie (DHR)                       |
| Rocko Schamoni      | Igor (DHR)                        |
| Andrea Sawatzki     | Igors Vampir-Cousine Thekla (DNR) |
| Aenne Schwarz       | Eddies Freundin Julie (DNR)       |
| David Scheid        | Eddies Freund Andi (DNR)          |
| Bernhard Schütz     | Vampirjäger Uwe (DNR)             |
| Lana Cooper         | Polizistin Frida (DNR)            |
| Thelma Buabeng      | Vampirin Gwenda (DNR)             |
| Arnd Klawitter      | Vampir Kalle (NR)                 |
| Luise von Stein     | Jessy (NR)                        |
| Derya Akyol         | Sophie (NR)                       |
| Mathilda Switala    | Franzi (NR)                       |
| Stephanie Petrowitz | Immobilienmaklerin Sonach (NR)    |
| Jörn Hentschel      | Friedhelm (DNR)                   |
| Leo Meier           | Gregor (NR)                       |
| Hannes Lindner      | Markus (NR)                       |
| Eric Cordes         | Polizist (NR)                     |

## Rezeption
Carolin Ströbele lobte in der Zeit die Eigenständigkeit der Serie in einem „durchalgorithmisierten Serienmarkt“. Sie zog Parallelen zu Formaten wie Christian Ulmens Mein bester Freund oder Jerks, betonte jedoch, dass Der Upir weniger derb sei und vor allem durch Rocko Schamonis Humor und seine Darstellung eines überforderten Vampirs überzeuge.
Auch Matthias Hannemann zeigte sich in der FAZ angetan und beschrieb Upir als „herrlich unprätentiös aus dem Mantel geschüttelter Vampirklamauk“. Peter Meister habe bereits in früheren Kurzfilmen und in seiner Krimikomödie Das schwarze Quadrat ein Talent fürs Absurde bewiesen.
Die Süddeutsche Zeitung hob das Zusammenspiel von Schamoni und Fahri Yardım hervor, das durch eine Mischung aus „Witzigkeit, Herzigkeit und Bescheuertheit“ überzeuge. Der eigentliche Plot gerate dabei beinahe zur Nebensache.